# Meioneta alboguttata
Meioneta alboguttata är en spindelart som beskrevs av Rudy Jocqué 1985. Meioneta alboguttata ingår i släktet Meioneta och familjen täckvävarspindlar. Inga underarter finns listade i Catalogue of Life.